# 熊本縣公安委員會
熊本縣公安委員會（日语：／ Kumamotoken kō'an-i'inkai */?）是由熊本縣知事所轄，負責管理熊本縣警察的行政委員會，由3名委員組成。

## 公安委員
- 委員長
  - 永田浩夫
- 委員
  - 山崎史郎
  - 原幸代子
  - 山本隆生
  - 高木絹子

## 下部組織
- 熊本縣警察

## 外部連結
- 熊本県公安委員会 （页面存档备份，存于）